# ロドニー・マーティン
ロドニー・マーティン（Rodney Martin、1982年12月22日 ‐ ）は、アメリカ合衆国・ラスベガス出身で短距離走が専門の陸上競技選手。100mで9秒95、200mで19秒99の自己ベストを持つ。2007年大阪世界選手権男子4×100mリレーの金メダリストである。

## 経歴
2007年6月、全米選手権の男子200m決勝で20秒18（-0.3）をマークして3位に入り、大阪世界選手権アメリカ代表の座をつかんだ。
2007年8-9月、大阪世界選手権に出場。世界選手権初出場ながら男子200mでファイナリストとなり、決勝では20秒06（-0.8）の自己ベスト（当時）をマークしたが、3位のウォーレス・スピアモンと0秒01差の4位で惜しくもメダルを逃した。男子4×100mリレーでは予選で1走（マーティン、ウォーレス・スピアモン、ダービス・パットン、リロイ・ディクソン）を務め、38秒10の組2着で決勝進出に貢献した。アメリカは決勝で37秒78をマークして優勝し、予選だけを走ったマーティンも金メダルを手にした。
2008年6月、全米選手権（兼北京オリンピックアメリカ代表選考会）に出場すると、男子100m2次予選で自身初の9秒台となる9秒95（+1.6）をマーク。準決勝は10秒08（+2.2）で突破し、決勝では追い風参考記録ながら9秒97（+4.1）をマークして5位に入った。男子200mは決勝で自身初の19秒台となる19秒99（+1.7）をマークしたが、3位のウォーレス・スピアモンと0秒09差の4位に終わった。この結果、個人種目の北京オリンピックアメリカ代表には選ばれなかったが、男子4×100mリレーアメリカ代表の座をつかんだ。
2008年8月、北京オリンピックの男子4×100mリレーでは予選で1走（マーティン、トラビス・パジェット、ダービス・パットン、タイソン・ゲイ）を務めたが、パットンとゲイのバトン交換でバトンを落とし途中棄権となった。

## 自己ベスト
記録欄の（　）内の数字は風速（m/s）で、+は追い風を意味する。
| 種目 | 記録          | 年月日        | 場所             | 備考 |
| 屋外 | 屋外          | 屋外          | 屋外             | 屋外 |
| ---- | ------------- | ------------- | ---------------- | ---- |
| 100m | 9秒95 (+1.6)  | 2008年6月28日 | ユージーン       |      |
| 200m | 19秒99 (+1.7) | 2008年7月6日  | ユージーン       |      |
| 室内 |               |               |                  |      |
| 60m  | 6秒75         | 2005年2月27日 | フェイエットビル |      |
| 200m | 20秒38        | 2005年3月11日 | フェイエットビル |      |

## 主要大会成績
備考欄の記録は当時のもの
| 年   | 大会                                | 場所               | 種目    | 結果 | 記録          | 備考                    |
| ---- | ----------------------------------- | ------------------ | ------- | ---- | ------------- | ----------------------- |
| 2006 | ワールドアスレチックファイナル (en) | シュトゥットガルト | 200m    | 7位  | 20秒52 (-0.1) |                         |
| 2007 | 世界選手権                          | 大阪               | 200m    | 4位  | 20秒06 (-0.8) | 自己ベスト 3位と0秒01差 |
| 2007 | 世界選手権                          | 大阪               | 4x100mR | 予選 | 38秒10 (1走)  | 決勝進出                |
| 2007 | ワールドアスレチックファイナル (en) | シュトゥットガルト | 200m    | 3位  | 20秒27 (+1.3) |                         |
| 2008 | オリンピック                        | 北京               | 4x100mR | 予選 | DNF (1走)     |                         |
| 2008 | ワールドアスレチックファイナル (en) | シュトゥットガルト | 200m    | 5位  | 20秒66 (-0.1) | 4位と同タイム着差あり   |